# StepMania

StepMania es un juego rítmico de danza multiplataforma, inspirado en el Dance Dance Revolution, que entra en la categoría de simulación. Está disponible para sistemas operativos como Windows o Mac OS X. Al ser un software libre, es totalmente gratuito y su motor es utilizado para juegos como In The Groove, Pump It Up Pro, así como otros productos  relacionados con la temática.

## Desarrollo
A grandes rasgos, comparte muchas similitudes con Dance Dance Revolution;  diferenciándose, principalmente, en un mayor grado de interacción con el usuario en la facilidad de uso del juego; soporta canciones de DDR PC y la incorporación de nuevas canciones, banners, carátulas, estilos visuales, etc.
Las primeras tres versiones estaban,  fundamentalmente, basadas en DDRMAX. En una etapa inicial, las nuevas versiones se fueron desarrollando relativamente rápido, hasta llegar a la versión 3.9, de 2005. En 2010, luego de 5 años sin versiones estables, el creador de StepMania, Chris Danford, bifurcó una versión CVS de 2016 y la llamó StepMania 4 beta. Un equipo aparte de desarrollo, llamado "Spinal Shark Collective", bifurcó StepMania 4 (llamado SM-SSC), añadiéndole nuevas funciones y corrigiendo severos bugs que persistían de las versiones anteriores. A mediados de 2011, el SM-SSC ganó el estatus de versión oficial y fue renombrado como StepMania 5. De esta manera, el desarrollo del SM 4 beta fue abandonado a favor de la versión oficial número 5, la cual es 100% accesible y puede modificarse a criterio del usuario, aunque siempre manteniendo el estilo clásico que la caracteriza.
En 2015 una versión de Pump it Up llamado "Stepf2" se basa en StepMania 5 y es lo más descargados del mundo, la interfaz es única a la de Pump It Up Fiesta 2, desarrollado por xMax y a partir del 2017 estrenan un pack oficial "Pump it Up Stepf2". 
En 2019, la versión beta publicada es 5.3, en donde agrega el juicio "Truly FLawless (Antiguamente "Ridiculous" o "Blue Fantastic", con un juicio de 0.01125 s bajo condiciones normales)" y hacer full combo con ese juicio es marcado "ALL TRULY FLAWLESS" en la categoría rango.
A pesar de que mejorara el programa, se sigue usando el puntaje antiguo de DDR EXTREME bajo condiciones normales.

## Características
- Temas personalizados: los usuarios pueden cambiar sus estilos visuales, desde un remplazo de imágenes hasta cambios drásticos que involucra usar INI y LUA en el 3.9 y en Stepmania 5, respectivamente. CyberiaStyle y los temas de Dance Dance Revolution o Pump it Up son los themes más descargados del mundo y son más famosos.
- Además de insertar packs con canciones integradas desde distintas páginas vinculadas a este software también se pueden crear ficheros al gusto de uno, sabiendo utilizar perfectamente el uso del archivo principal ".sm", soporta formatos musicales (.mp3, .wav y .ogg), de imagen (.bmp, .png, .gif y .jpg) y de video (.mpg y .avi codificado en XVID, MJPEG, H.263 o DIVX). Canciones Pump, DDR e In The Groove con sus pasos oficiales son comúnmente soportadas en Stepmania. Desde Stepmania 5, crea archivos ".SSC" que no son soportados por versiones anteriores y este archivo soporta BPM dividido entre dificultades.
- Utiliza gráficos en tres dimensiones y una interfaz gráfica sencilla.
- Soporta Animaciones con personajes (entre DDR 1st y 5th MIX), videos aleatorios (DDR MAX - EXTREME), personajes con escenario (desde DDR Supernova 1) o con video exclusivo en pantalla del escenario (desde DDR X2) que van detrás de la secuencia de flechas. Animaciones y videos aleatorios serán desactivados si la canción contiene video exclusivo. Los personajes se pueden cambiar o desactivar en el menú de opciones, dependiendo del tema.
- Los niveles de dificultad son idénticos a su núcleo Dance Dance Revolution:

- Beginner (inicio).
- Basic (básico).
- Difficult (difícil).
- Expert (experto).
- Challenge (reto).
- Incorpora un sexto nivel a editar al gusto de uno denominado "Edit Mode" de color gris, también disponible en DDR de consolas, y posteriormente en DDR Arcade desde 2ndMIX Link.

- Puede hacer uso de distintos dispositivos compatibles, pistas de baile, una especie de alfombra multicolor donde nos deslizaremos para marcar los pasos del baile.
- A partir de soportes opcionales el StepMania puede soportar parcialmente otras plataformas de baile como Pump It Up, EZ2Dancer, Para Para Paradise, Techno Motion, entre otros (a excepción de Stepping Stage (arcade y una versión casera titulado Stepping Selection por Jaleco) que no soporta para cualquier StepMania).
- Pantalla de karaoke: aparece en el sector opuesto de las flechas (o encima de la caja de información de canción en temas como DDR A) todas las canciones que llevan letra.
- BPM ilimitado: en SM 4 se ha implementado el bug de la versión 3.9 que involucra cambiar de desplazamiento (de normal a reversa y vice-versa) usando BPM negativos.
- Múltiples tipos de flechas (Gran parte desde 3.9 redux):
  - Frezze Arrow: a partir de DDRMAX y de la serie Pump, se ha implementado los Freeze Arrows. El jugador presiona la flecha sin soltarla (N.G.) hasta terminarla (O.K.).
  - Minas o Shock Arrow: desde la serie In The Groove, se ha implementado las minas, o flechas eléctricas desde DDR X, y su función es perdida de energía al pisarlas y, configurando el theme, romper el combo. En el caso de los Shock Arrows vista en DDR desde la serie X, también desaparecía la secuencia por un breve periodo y no estaba implementado en StepMania. El usuario fácilmente puede remplazar la mina por las shock arrows, en la carpeta de Noteskins.
  - Rolls: mejora de frezze arrow pero para accionarlo, se presiona repetidamente. Desarrollado en In The Groove 2 e implementado en SM 4.
  - Lifts: parecidos a los freeze arrows pero hay que pisarlas antes de que la flecha llegue al marcador de flechas. Implementado en SM 4.
- Múltiples tipos de puntajes:
  - Puntajes estándar, como el 5th mix o el DDRMAX2.
  - A partir del 3.9 redux, se agregaron puntajes específicos, como P.E.: Pump, Supernova 1 y 2 (opción más común). Implementado en SM 5 y el puntaje, en esa versión, cambia según el theme.
  - En caso de Extra Stage, en 3.9 Redux y probablemente en SM 5, se cambia a batería Challenge (En SM 5, es posible en las opciones; En 3.9 Redux, mediante Extra1.crs y Extra2.crs en la carpeta de canciones).
  - puntajes personalizados. implementado en SM 4.
- Actualmente este simulador está incorporado, desde la versión 4 betas, al sistema de juego En línea que consta de jugar normalmente pero interactuando con gente de distintos países mediante un Chat integrado en el mismo programa, las puntuaciones van hacia un servidor de Internet lo cual ordena y muestra el ranking de cada jugador (cada jugador debe tener una cuenta con un nombre de usuario y contraseña para poder acceder a este sistema de juego en línea)
- El proyecto, hasta la versión 4 beta 10, utiliza CVS como sistema de control de versiones.
- Por su popularidad y su original manera de incorporar temas al gusto de uno al igual que los "skins", "noteskins", personajes (entre DDR 1st a 5th mix y desde Supernova1), videos aleatorios (De DDRMAX hasta DDR Extreme y versiones de consolas) o exclusivos (desde supernova 1) y "announcers" StepMania se ha ganado un gran respeto y fama por la comunidad Dancer logrando objetivos avanzados como llevar el propio simulador a un Arcade común y corriente, y se ha usado como base para programas licenciados y de software libre. Sin embargo, se imponen restricciones debido al riesgo de pirateo de arcades oficiales. Algunos de ellos son:
  - In the Groove: El juego se usó de base las versiones 3.9 y CVS conocida como 3.95. Para evitar el riesgo de piratería, es relicenciada bajo MIT License con el agradecimiento de todos los codificadores, no requiriendo el código fuente para ciertos trabajos, permitiendo el control de copia y manteniendo el código cerrado.
  - Pump it Up Pro: primer spinoff de Pump it Up desarrollado por los compositores y desarrolladores de In the Groove. Se utilizó StepMania 4 como motor y soporte pump para StepMania mismo.
  - Pump it Up infinity: 2.º spinoff de Pump it Up. A diferencia de la versión pro, la versión Infinity es administrada por Andamiro. Se usó de base StepMania 5.
  - Desde 2012, Lirodon (diseñador) crean proyecto titulado "TrotMania" basada en My Little Pony debido al éxito para los fanes (Brony). A partir de Aeternum Oscurum por primera vez crean noteskins. Un spinoff de la saga titulado "TrotMania Crusaders" que es basada de las canciones populares, cross, y BEMANI, pero el theme iba a ser basada en Medieval pero ya abandona a favor de Crystalize (ni QUASAR ni PULSAR entre otros). Esta descontinuado en 2014 a favor de las canciones hechas por los Bronys en vez de Crusaders
  - A-ZERO Produce crean D3NEX (hoy D3NEX MAXIMUN debido al aniversario de D3MIX en 2014) incluyen el Theme, Noteskins, Canciones, entre otros, Se acabó en marzo de 2019 junto a Vocalosteps (canciones de las VOCALOID para SM5 solo y vice-versa)